# Trương Thông

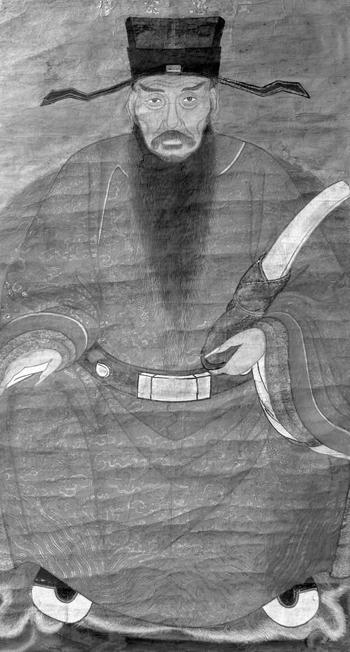
trương Thông thời nhà Minh ở Trung Quốc

Trương Thông (chữ Hán: 张璁; 1475 – 1539), tự Bỉnh Dụng, người huyện Vĩnh Gia, phủ Ôn Châu, Thừa Tuyên Bố chánh sứ tư Chiết Giang , quan viên, đại thần nhà Minh. Ông là lãnh tụ của phái Nghị lễ trong sự kiện Đại lễ nghị, từng có 3 giai đoạn đảm nhiệm vai trò Nội các Thủ phụ trong khoảng thời gian 1529 – 1535.
Năm 1531, Trương Thông được Minh Thế Tông đổi tên là Trương Phu Kính, tự Mậu Dụng, nhưng người đời sau vẫn gọi ông bằng tên cũ.

## Khởi nghiệp
Thông thi Hương 7 lần không đỗ, sắp dự thi lần thứ 8, gặp Ngự sử Tiêu Minh Phượng giỏi Tinh thuật, nói với ông rằng: “Mày từ giờ đến 3 năm sau mới thành tiến sĩ, lại mất 3 năm nữa mới thăng tiến.” Thông bèn bỏ về.
Năm Chính Đức thứ 16 (1521), Thông đỗ tiến sĩ, bấy giờ đã 47 tuổi.

## Tham dự nghị lễ
Cùng năm, Gia Tĩnh Đế lên ngôi, muốn truy sùng Đế hiệu cho cha mình là Hưng Hiến vương Chu Hữu Nguyên, bị đình thần phản đối, sự kiện Đại lễ nghị bắt đầu. Bấy giờ đình thần đã 3 lần dâng tôn hiệu cho Hưng Hiến vương, bị Đế 3 lần từ chối, Thông đang làm Bộ quan chánh, vào ngày sóc tháng 7 ÂL năm ấy, dâng sớ ủng hộ nguyện vọng của Hoàng đế, phản bác tất cả luận điểm của đình thần. Gia Tĩnh Đế đang lúc bế tắc, nhận được sớ này thì cả mừng, nói: “Lời này nói ra, thì cha con ta được trọn vẹn rồi.” Đế liền giao sớ xuống cho đình thần bàn luận, khiến mọi người sợ hãi, nhao nhao mắng chửi Thông, còn bọn lễ quan Mao Trừng kiên quyết giữ ý kiến ban đầu. Gặp lúc Hưng Hiến vương phi đến Thông Châu, nghe nói nghi lễ tôn xưng chưa quyết định, bèn dừng lại không đi nữa; Gia Tĩnh Đế chảy nước mắt, đòi rời vị để quay về phiên. Thông bèn viết Đại lễ hoặc vấn để dâng lên, đế dựa vào đấy mà liên tiếp bác bỏ sớ của lễ quan. Đình thần bất đắc dĩ cùng nhau đề nghị tôn Minh Hiếu Tông làm Hoàng khảo và Hưng Hiến vương làm Bổn sanh phụ Hưng Hiến Đế (thay cho ý kiến ban đầu: tôn xưng Hưng Hiến vương làm Hoàng thúc khảo Hưng quốc đại vương). Đồng thời họ cho Thông trừ chức Nam Kinh Hình bộ Chủ sự, đẩy ông rời khỏi kinh sư, việc tranh cãi tôn xưng cũng tạm lắng.
Tháng giêng ÂL năm Gia Tĩnh thứ 3 (1524), Gia Tĩnh Đế nhận sớ của Quế Ngạc (đề nghị tôn xưng Hưng Hiến Đế làm Hoàng khảo), bèn tái khởi động cuộc Đại lễ nghị. Uông Tuấn thay Mao Trừng nắm bộ Lễ, vẫn kiên trì lập luận của phái Hộ lễ. Thông lại dâng sớ ủng hộ nguyện vọng của Hoàng đế, rồi cùng Quế Ngạc dâng sớ lần nữa. Gia Tĩnh Đế càng thêm vui vẻ, lập tức triệu 2 người về kinh (cả 2 đang ở Nam Kinh). Mệnh lệnh chưa đến, Thông, Ngạc lại cùng Hoàng Tông Minh, Hoàng Oản hợp nhau dâng sớ tranh luận. Đến khi đình thần đổi xưng Hưng Hiến Đế làm Bổn sanh Hoàng khảo, cho rằng việc tôn xưng đã xong, xin dừng mệnh lệnh triệu tập bọn Thông, Gia Tĩnh Đế bất đắc dĩ nghe theo. Thông, Ngạc đang ở giữa đường, gấp dâng sớ cho rằng: làm như vậy đời sau vẫn sẽ nói đế là con trai của Minh Hiếu Tông. Gia Tĩnh Đế lấy làm phải, vội triệu 2 người.
Tháng 5 ÂL, Thông, Ngạc đến kinh sư, dâng sớ điều trần 7 việc; đình thần sôi sục, đòi đánh chết họ, khiến Quế Ngạc không dám ra ngoài, còn Thông đợi vài ngày mới vào chầu. Bọn Cấp sự Ngự sử Trương Trưng, Trịnh Bổn Công liên tiếp dâng chương, ra sức phản đối, khiến Gia Tĩnh Đế càng không vui, bèn đặc thụ 2 người làm Hàn Lâm Học sĩ. Thông, Ngạc hết sức từ chối, xin đối chất với đình thần. Bọn Cấp sự Ngự sử Lý Học Tăng, Cát Đường nói Thông, Ngạc a dua mà được làm Học sĩ, sẽ gây suy giảm thánh đức, Ngự sử Đoàn Tục, Trần Tương lại dâng sớ tranh luận, còn nhắc đến Tịch Thư. Gia Tĩnh Đế đòi Lý Học Tăng, Cát Đường trả lời, bắt Đoàn Tục, Trần Tương vào Chiếu ngục. Hình bộ Thượng thư Triệu Giám xin bắt Thông, Ngạc vào Đại Lý tự, còn nói với mọi người rằng 2 người vừa đến thì sẽ đánh chết ngay. Gia Tĩnh Đế trách Triệu Giám kết gian đảng, đòi ông ta trả lời. Sau đó Thông, Ngạc liệt kê 13 việc dối đời lừa người của thói hủ Nho, bẻ gãy luận điểm của đình thần. Đến khi xảy ra sự biến cửa Tả Thuận, rất nhiều quan viên phái Hộ lễ bị giam vào chiếu ngục và phạt đòn, hơn 10 người chết vì phạt đòn, rất nhiều người chịu biếm chức. Nhờ vậy khí thế của bọn Thông trở nên lớn mạnh.
Tháng 9 ÂL cùng năm, việc tôn xưng thỏa mãn nguyện vọng của Gia Tĩnh Đế, khiến đế càng tin yêu Thông, Ngạc, còn Thông, Ngạc cậy sủng mà không sợ gây thù địch với đình thần, vì thế tất cả triều sĩ đại phu đều căm hờn họ.

## Cậy sủng tranh quyền
Mùa đông năm thứ 4 (1525), việc biên soạn Đại lễ tập nghị hoàn thành, Thông được tiến làm Chiêm sự kiêm Hàn Lâm Học sĩ. Sau đó triều thần bàn luận về Thế miếu thần đạo , miếu nhạc, Vũ vũ ,... cho đến việc Thái hậu viếng miếu, Gia Tĩnh Đế đều cậy vào lời của Thông mà quyết định. Thông lượm lặt sách vở, bẻ cong nghĩa lý sao cho vừa ý Gia Tĩnh Đế, khiến Đế càng coi trọng ông. Thông gấp giành quyền lực, cho rằng mình bị Đại học sĩ Phí Hoành ức chế, bèn cùng Quế Ngạc liên kết dâng chương công kích ông ta; nhưng Gia Tĩnh Đế biết lòng dạ của Thông, bèn giữ Hoành ở lại.
Tháng 7 ÂL năm thứ 5 (1526), Thông xin về thăm mộ. Sau khi trở lại, Thông được dùng làm Binh bộ Hữu Thị lang, kiêm quan như cũ. Cấp sự trung Đỗ Đồng, Dương Ngôn, Triệu Đình Thụy liên tiếp dâng chương nói xấu Thông, còn hặc Lại bộ Thượng thư Liêu Kỷ tiến dẫn kẻ gian; Gia Tĩnh Đế giận, trách mắng họ. Bọn Lưỡng kinh Cấp sự Ngự sử Giải Nhất Quán, Trương Lục, Phương Kỷ Đạt, Đái Kế Tiên liên tiếp dâng chương bàn luận không thôi, đế đều không nghe. Ít lâu đế tiến Thông làm Tả Thị lang, ông bèn cùng Quế Ngạc tiếp tục công kích Phí Hoành.
Tháng 2 ÂL năm sau (1527), Vương Bang Kỳ vu cáo bọn Dương Đình Hòa, dấy lên trận phong ba mới trong triều đình, khiến Phí Hoành và Thạch Phữu chịu bãi chức trong cùng một ngày.

## Mượn công báo tư
Lại bộ Lang trung Bành Trạch có tính nóng nảy nên bị mọi người chỉ trích, Thông nói với Gia Tĩnh Đế rằng năm xưa Trạch đã khuyên mình dâng lên Đại lễ hoặc vấn, nên ông ta được giữ lại. 3 ngày sau, Thông lại nói mình cùng đình thần đối kháng 4, 5 năm, chịu đến 110 tờ sớ công kích, bây giờ Đại lễ toàn thư còn chưa hoàn thành, khi nào hoàn thành thì thù oán càng sâu, nên lấy cớ bệnh tật để xin nghỉ; Gia Tĩnh Đế giáng chiếu vỗ về và giữ lại. Bấy giờ bộ Lại khuyết Thượng thư, đình thần tiến cử tiền nhiệm Thượng thư Kiều Vũ, Dương Đán; bộ Lễ cũng khuyết Thượng thư, đình thần tiến cử Thị lang Lưu Long, Ôn Nhân Hòa, còn Ôn Nhân Hòa cũng vì bổng lộc mà gắng sức tranh giành. Thông nói Kiều Vũ, Dương Đán là đồng đảng của Dương Đình Hòa, còn Ôn Nhân Hòa thì không nên tự tiến cử. Gia Tĩnh Đế mệnh rằng đại thần đã hưu trí, trừ phi phụng chiếu thì không được tiến cử, nên bọn Kiều Vũ không được dùng.
Thông căm giận đình thần, hằng ngày nghĩ kế báo thù. Gặp lúc Sơn Tây Tuần án Mã Lục xét xử vụ án thủ lãnh Bạch Liên giáo là Lý Phúc Đạt mưu phản, lời cung liên lụy đến Vũ Định hầu Quách Huân, pháp tư đồng ý phán quyết của Mã Lục. Thông gièm với Gia Tĩnh Đế, cho rằng đây là đình thần hãm hại thành viên phái Nghị lễ là Quách Huân. Gia Tĩnh Đế quả nhiên nghi ngờ các bề tôi vào hùa với nhau, bèn mệnh cho Thông thự chức ở Đô Sát viện, Quế Ngạc thự chức ở bộ Hình, Phương Hiến Phu thự chức ở Đại Lý tự; bọn họ phúc thẩm lần nữa, lật ngược bản án, lật nhào những ai chống đối. Đại thần Nhan Di Thọ, Niếp Hiền trở xuống bị phạt đòn, bọn Mã Lục bị kết tội, chịu trục xuất đến nơi xa (viễn thoán). Gia Tĩnh Đế càng cho rằng Thông có tài năng, khen ngợi úy lạo ông ở tiện điện, ban cho 2 bộ phẩm phục, 3 tờ Đại phong cáo. Thông nhờ kỳ Kinh sát và Hỗ củ của ngôn quan  để truất 13 ngự sử, nhân mình đang nắm Đô Sát viện, xin khảo sát để chỉ trích 12 người nữa. Thông lại tâu lên 7 điều cương lĩnh của Đô Sát viện, nhằm kiềm chế Tuần án Ngự sử.

## Gia nhập Nội các
Mùa đông năm ấy, Thông được bái làm Lễ bộ Thượng thư kiêm Văn Uyên các Đại học sĩ, tức là được gia nhập Nội các. Như vậy là Thông mới làm quan 6 năm đã bước vào cơ quan hạch tâm của chính quyền nhà Minh.
Bấy giờ Dương Nhất Thanh là Nội các Thủ phụ, Trạch Loan cũng là thành viên của Nội các, nhưng Gia Tĩnh Đế không gần gũi với họ bằng Thông, từng dụ rằng: “Trẫm có mật dụ thì không được tiết lộ, trẫm cùng khanh trao đổi thư riêng.” Thông nhân đó dẫn việc Minh Nhân Tông ban Ngân chương (lá thiếp bạc) cho bọn Dương Sĩ Kỳ, Gia Tĩnh Đế ban cho Thông 2 chương, trên đó viết rằng “trung lương trinh nhất” và “thằng khiên bật vi” , nhờ đó trở nên ngang hàng với bọn Dương Nhất Thanh.
Ban đầu Thông được bái làm Học sĩ, người của Hàn Lâm viện lấy làm sỉ nhục, không chịu đứng cùng ông, khiến Thông thâm hận. Đến khi Thị độc Uông Điền giảng thiên Hồng phạm trái ý, nên Gia Tĩnh Đế đẩy ông ta ra khỏi Hàn Lâm viện. Thông bèn xin từ Giảng – Độc trở xuống đều lượng tài bổ nhiệm chức vụ ở ngoài Hàn Lâm viện, có 22 người chịu đổi quan chức hoặc bãi truất, các Thứ cát sĩ đều trừ chức ở bộ hoặc làm Tri huyện, khiến Hàn Lâm viện trống rỗng.
Tháng giêng ÂL năm thứ 7 (1528), Gia Tĩnh Đế coi chầu, thấy Thông và Quế Ngạc đứng trong hàng, ở dưới Binh bộ Thượng thư Lý Thừa Huân, có ý không vui. Dương Nhất Thanh nhân đó xin gia Tán quan cho Thông, Ngạc, nên đế tự tay viết sắc, gia 2 người làm Thái tử Thái bảo. Thông lấy cớ chưa có Thái tử để từ chối, đế bèn gia làm Thiếu bảo kiêm Thái tử Thái bảo. Minh luân đại điển hoàn thành, Thông được tiến làm Thiếu phó kiêm Thái tử Thái phó, Lại bộ Thượng thư, Cẩn Thân điện Đại học sĩ. Dương Nhất Thanh trở lại làm Nội các Thủ phụ, phần nhiều là nhờ Thông, Ngạc, vì thế tỏ ra xuôi theo 2 người. Nhưng rốt cục Thông không thể ép Dương Nhất Thanh làm mọi việc theo ý mình, thành ra đôi bên trở mặt với nhau. Chỉ huy Niếp Năng Thiên hặc Thông, nên Thông muốn dồn ông ta vào chỗ chết, nhưng Dương Nhất Thanh coi nhẹ việc này, khiến ông càng hận, mắng Dương Nhất Thanh là gian nhân bỉ phu. Dương Nhất Thanh lần nữa dâng sơ xin lui, hàm ý chê trách Thông, Gia Tĩnh Đế tự tay viết sắc giữ lại, nhân đó nói thẳng với Thông rằng chớ khoe công lao, cậy sủng không nhường, khiến người than thở. Thông bất chợt bị đế chỉ ra khiếm khuyết, rất xấu hổ.

## Thăng trầm tướng vị
Mùa thu năm thứ 8 (1529), Cấp sự trung Tôn Ứng Khuê hặc Dương Nhất Thanh, Quế Ngạc cùng với Thông, Cấp sự trung Vương Chuẩn lại hặc Thông nhận hối lộ của Tham tướng Trần Phan, khiến ông chịu chỉ trích. Thông mấy lần xin hưu, ngầm vu cáo Dương Nhất Thanh giật dây việc này; Gia Tĩnh Đế vỗ về ông. Nhưng Cấp sự trung Lục Sán lại hặc Thông khéo bày oai phúc, báo ơn phục thù; Gia Tĩnh Đế nhận ra, bèn bãi chức của ông. Ít lâu sau, thành viên phái Nghị lễ là Hoắc Thao ra sức công kích Dương Nhất Thanh, ngầm tỏ ý biện bạch cho Thông. Bấy giờ Thông đi đến Thiên Tân, Gia Tĩnh Đế cho người mang theo sắc đi triệu ông về. Dương Nhất Thanh chịu bãi chức ra đi, Thông trở thành Nội các Thủ phụ.
Từ khi Gia Tĩnh Đế đuổi hết đình thần thuộc phái Hộ lễ, có thể chế tác lễ nhạc theo ý mình. Sau đó Hạ Ngôn bắt đầu được trọng dụng, đề nghị sửa đổi rất nhiều nghi lễ. Tuy những đề nghị đều giao xuống cho Thông bàn luận, nhưng Gia Tĩnh Đế đã quen thói độc đoán, ông chẳng can ngăn được bao nhiêu. Chỉ có việc phối tế Minh Thái Tông với trời, Thông nhiều lần can ngăn, Gia Tĩnh Đế mới thôi.
Tháng 2 ÂL năm thứ 10 (1531), Thông hiềm rằng tên của mình cùng âm với húy của Gia Tĩnh Đế (Chu Hậu Thông/朱厚熜 ), bèn xin đổi tên, được ban tên là Phu Kính, tự Mậu Dụng; đế tự tay viết to 4 chữ này rồi ban cho ông. Hạ Ngôn cậy được Gia Tĩnh Đế tin yêu, mấy lần bới móc Phu Kính, nhưng ông ngậm hờn, chưa tỏ thái độ gì. Phu Kính theo lời Bành Trạch hãm hại Hành nhân Tư chánh Tiết Khản, mượn Khản để hại Hạ Ngôn. Việc bị tra xét ra, Ngự sử Đàm Toản, Đoan Đình Xá, Đường Dũ Hiền liên kết dâng chương hặc Phu Kính, Gia Tĩnh Đế dụ pháp tư lệnh cho ông trí sĩ, khiến Phu Kính xấu hổ ra đi. Ít lâu, Gia Tĩnh Đế sai người ban sắc triệu Phu Kính quay về kinh sư.
Tháng 3 ÂL năm thứ 11 (1532), Hạ Ngôn được cất nhắc làm Lễ bộ Thượng thư, ngày càng được trọng dụng. Nội các đã có Lý Thì, Trạch Loan, dù Phương Hiến Phu được gia nhập, nhưng Phu Kính không thể chuyên quyền như trước nữa. Tháng 8 ÂL, sao chổi xuất hiện ở phương Đông, Gia Tĩnh Đế ngờ có đại thần chuyên quyền, nên Phu Kính xin bãi chức. Đô cấp sự trung Ngụy Lương Bật mắng Phu Kính gian dối, Phu Kính nói rằng ông đã soạn chỉ dụ thay Hoàng đế (nghĩ chỉ) định tội Lương Bật lạm cử quan viên ở Kinh doanh, khiến ông ta chịu mất bổng lộc, đến nay Lương Bật mượn công báo thù riêng. Cấp sự trung Tần Ngao hặc Phu Kính cãi chày cãi cối, ngôn quan cũng kéo nhau luận tội ông để lộ ý định của Hoàng đế, cho rằng Phu Kính không xứng với vai trò của Nội các Thủ phụ. Gia Tĩnh Đế xem trọng lời của Tần Ngao, lệnh cho Phu Kính trần tình, rồi cho ông trí sĩ. Lý Thì xin cấp cho Phu Kính lẫm lệ, sắc thư, đế không cho. Lý Thì xin lần nữa, đế cho Trì truyện  đưa Phu Kính về.
Tháng giêng ÂL năm thứ 12 (1533), Gia Tĩnh Đế lại nhớ đến Phu Kính, sai Hồng lư đem sắc triệu ông về. Tháng 4 ÂL, Phu Kính về triều. Tháng 6 ÂL, sao chổi lại xuất hiện ở khoảng Tất – Mão, Phu Kính muốn rời chức, đế không cho. Năm sau (1534), Phu Kính được tiến làm Thiếu sư kiêm Thái tử Thái sư, Hoa Cái điện Đại học sĩ.
Ban đầu, người Lộ Châu là Trần Khanh nổi dậy, Phu Kính chủ trương dùng binh. Sau khi dẹp xong nghĩa quân ở Lộ Châu thì Đại Đồng có loạn, Phu Kính cũng chủ trương dùng binh, tiến Lưu Nguyên Thanh làm Tổng đốc, nhưng đánh mãi mà không có kết thúc. Đến khi dẹp xong nghĩa quân ở Đại Đồng, Đại vương Chu Sung Diệu xin triều đình cho đại thần đến vỗ về dân chúng, Hạ Ngôn ra sức chỉ trích việc dùng binh, đề nghị đáp ứng lời xin của Đại vương, lời lẽ phần nhiều đổ lỗi cho Phu Kính, khiến ông giận, trì hoãn việc cử người đi Đại Đồng. Gia Tĩnh Đế ban dụ lệnh cho Phu Kính với Hạ Ngôn giao hảo, rồi sai Hoàng Oản đi Đại Đồng, tùy cơ làm việc. Phu Kính lấy cớ lời bàn của mình không được dùng, xưng bệnh xin hưu, dâng sớ lên đến 3 lần; lại thêm con trai mất, ông lại ra sức cầu xin. Gia Tĩnh Đế trả lời rằng Phu Kính không có bệnh, nhưng ông tiếp tục dâng tấu, không nhận lỗi mà còn nói xấu cả thành viên phái Nghị lễ là bọn Quế Ngạc, Phương Hiến Phu, Hoắc Thao, Hoàng Oản. Gia Tĩnh Đế trách mắng Phu Kính, rồi cho ông quay lại coi việc. Gia Tĩnh Đế ở phía sau điện Văn Hoa xây dựng Cửu Ngũ trai, Cung Mặc thất làm nơi nghỉ ngơi, mệnh cho đại thần Nội các làm thơ, Phu Kính kịp thời dâng lên 4 bài. Sau đó Phu Kính mấy lần được triệu kiến ở tiện điện, vui vẻ bàn luận như trước.

## Cái chết
Mùa xuân năm thứ 14 (1535), Phu Kính mắc bệnh, Gia Tĩnh Đế sai trung quan ban rượu thịt, rồi cùng ông nói chuyện, nhắc đến sự cố chấp của ông và cả tính hẹp hòi gây ra nhiều thù oán. Tiếp đó đế mượn điển cố Đường Thái Tông cắt râu làm thuốc cho Lý Tích, lại sai trung quan ban thuốc cho Phu Kính. Sau đó Phu Kính nhiều lần dâng sớ xin Khất hài cốt, đế sai ngự y hộ tống ông quay về quê nhà, hữu tư cấp lẫm lệ theo quan chế.
Tháng 5 ÂL năm thứ 15 (1536), Gia Tĩnh Đế sai Cẩm y vệ đem sắc do tự tay mình viết để thăm bệnh Phu Kính, thúc giục ông quay lại kinh sư. Nhưng Phu Kính đi đến Kim Hoa thì tái phát bệnh, bèn quay về quê nhà.
Tháng 2 ÂL năm thứ 18 (1539), Phu Kính mất. Gia Tĩnh Đế đang ở điện Thừa Thiên, nghe tin thì thương tiếc không thôi. Lễ quan xin đặt thụy, đế xét công lao của Phu Kính trong sự kiện Đại lễ nghị, đặc biệt ban thụy cho ông là Văn Trung, tặng hàm Thái sư.

## Tính cách
Phu Kính tính nghiêm minh và quả cảm, không ngại chuốc thù oán; nhờ ủng hộ Gia Tĩnh Đế trong sự kiện Đại lễ nghị mà thăng tiến, nhưng ông vẫn dám nói thẳng trái ý Hoàng đế. Gia Tĩnh Đế muốn kết tội ngoại thích thời Hoằng Trị Đế là Trương Diên Linh mưu phản, đòi diệt tộc họ Trương. Phu Kính cãi rằng Trương Diên Linh chỉ tham tiền, chứ không làm phản; ông nhiều lần bị Gia Tĩnh chất vấn, nhưng vẫn đáp như vậy. Đến cuối mùa thu cần kết án, Phu Kính nói cái chết của Trương Diên Linh sẽ gây ảnh hưởng xấu đến sức khỏe của Chiêu Thánh Hoàng thái hậu, như thế chẳng khác gì tổn hại vong linh của Minh Hiếu Tông. Gia Tĩnh giận lắm, mắng Phu Kính rất nặng lời, nhưng ông không đổi ý. Vì thế khi Chiêu Thánh Hoàng thái hậu còn tại thế, Trương Diên Linh vẫn giữ được tính mạng.
Thời Gia Tĩnh, triều đình hạn chế tình trạng thôn tính đất đai của công huân và quý thích, bãi bỏ chế độ thái giám làm trấn thủ ở địa phương trên cả nước, đều là nhờ Phu Kính ra sức. Phu Kính giữ mình liêm khiết, rất ghét tham ô, cả đời không nhận quà biếu. Nhưng Phu Kính cũng có tính hung bạo và cố chấp, có thù ắt báo, không kể tốt xấu. Phu Kính luôn muốn đập tan mọi hội nhóm quan viên mà ông xem là bè đảng trong triều, nhưng bản thân lại là người đứng đầu của phái Nghị lễ và không bao giờ buông tha cho các thành viên của phái Hộ lễ. Trong sự kiện Đại lễ nghị, triều thần chia làm 2 phe, Phu Kính từng tự xưng là Thiếu sư La Sơn (tức Phó Tiếp ) mà không xưng tên.